# Carterocephalus pulchra
Carterocephalus pulchra is een vlinder uit de familie van de dikkopjes (Hesperiidae). De wetenschappelijke naam van de soort werd voor het eerst geldig gepubliceerd in 1891 door John Henry Leech.